# Passieve veiligheid
Onder passieve veiligheid wordt verstaan alles wat er op en rond een voertuig of machine wordt gedaan om de gevolgen van een ongeval te beperken.
Dit in tegenstelling tot actieve veiligheid (alles wat de kans op een ongeval beperkt).
Passieve veiligheid wordt dan ook pas belangrijk na een ongeval. 
Passieve veiligheid bij auto's:
- de kooiconstructie
- de veiligheidsgordels
- de kreukelzone
- de airbags
- de vervormbare stuurkolom
- het zachte dashboard

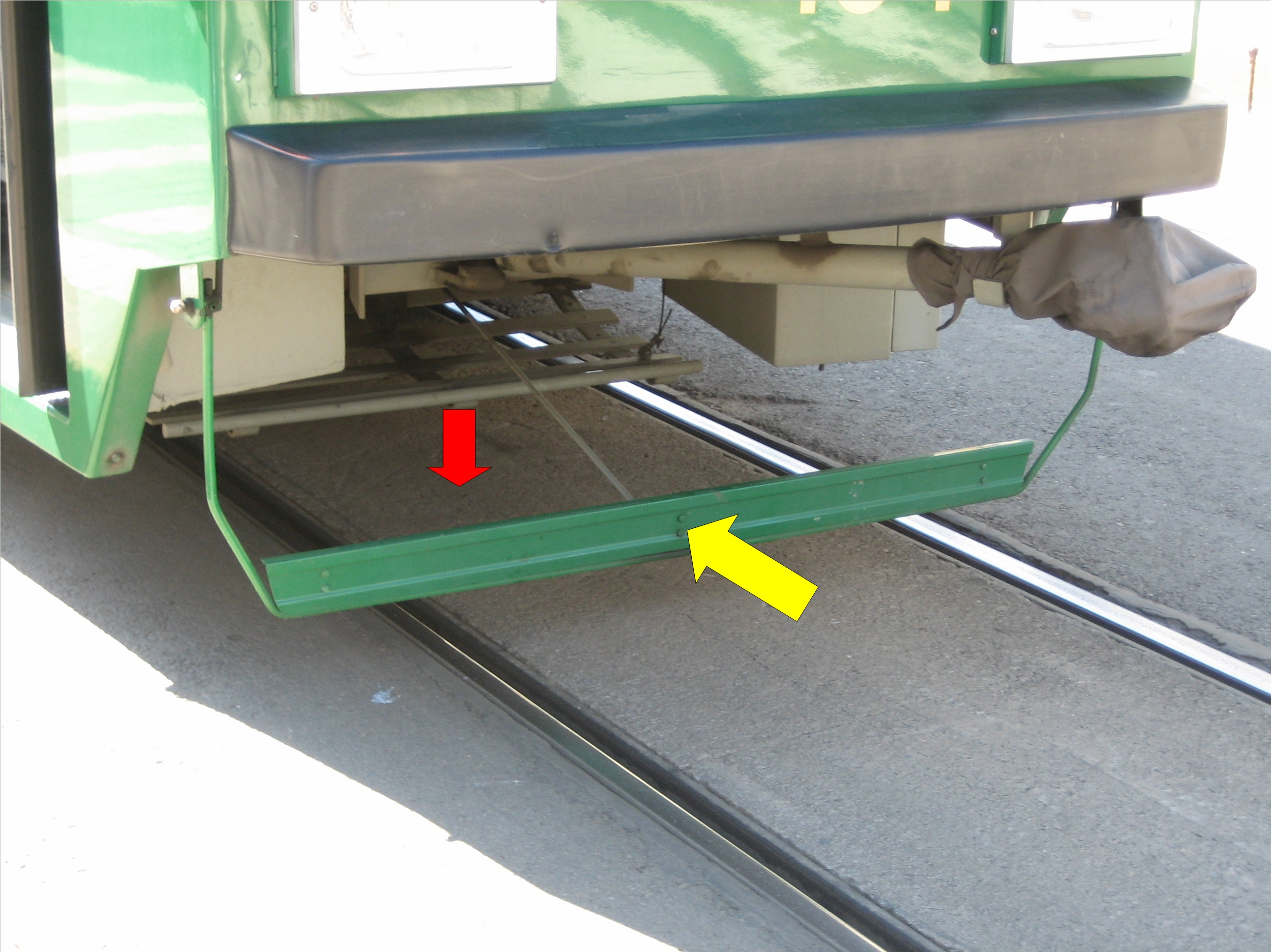
Veel trams hebben een voetgangersbeveiliging, waarbij een metalen geraamte uitklapt bij een aanrijding. Hierdoor wordt voorkomen dat een persoon onder de wielen komt.

Passieve veiligheid bij motorfietsen
- de beschermende motorkleding
- de helm

Passieve veiligheid bij trams:
- voetgangersbeveiliging (zie foto)